# Amílcar de Sousa
Amílcar de Sousa (1876-1940) va ser un metge portuguès i autor de diversos llibres de salut, essent conegut O Naturismo ("El Naturisme"), publicat el 1912. Va ésser pioner del vegetarianisme a Portugal, i president de la primera societat vegetariana d'aquest país, la Sociedade Vegetariana de Portugal, fundada a Porto el 1911, i director de O Vegetariano ("El vegetarià"), una revista mensual sobre el vegetarianisme.

## Libres en castellà
Molts dels seus llibres varen ser traduïts al castellà. Alguns varen ser:
- El naturismo La Gutenberg. 1913. Valencia.[3][4]
- La salud por el naturismo La Gutenberg. 1918. Valencia[5]
- Tesis médica naturista
- La curación del estreñimiento
- Catecismo naturista
- El naturismo en veinte lecciones
- Cómo detendremos la muerte? (amb Capo, N.)
- Tesis Medica Naturista. Sauch. 1976. Barcelona[6]